# Biện Hỉ
Biện Hỉ, hay Biện Hỷ (chữ Hán: 卞喜, phiên âm: Bian Xi, ?-200) là một nhân vật hư cấu trong tiểu thuyết lịch sử Tam quốc diễn nghĩa của nhà văn La Quán Trung. Trong tiểu thuyết này, Biện Hỉ được xây dựng là một tướng trấn giữ cửa quan Nghi Thủy của thừa tướng Tào Tháo. Sau này vì có âm mưu cản trở Quan Vũ trong việc tìm về với Lưu Bị nên đã bị ông này giết.

## Thân thế
Biện Hỉ được giới thiệu trong tác phẩm Tam Quốc diễn nghĩa vào hồi thứ 27, theo đó ông được mô tả là người ở Tinh Châu, giỏi dùng dùi lưu tinh, phi trùy và trước đây nguyên là dư đảng của giặc Khăn Vàng về sau theo Tào Tháo, được Tháo sai giữ Nghi Thủy quan (thuộc địa phận tỉnh Hà Nam ngày nay). Ông sau đó đã bị Quan Vũ giết vì âm mưu ám sát ông này.

## Ám sát Quan Vũ

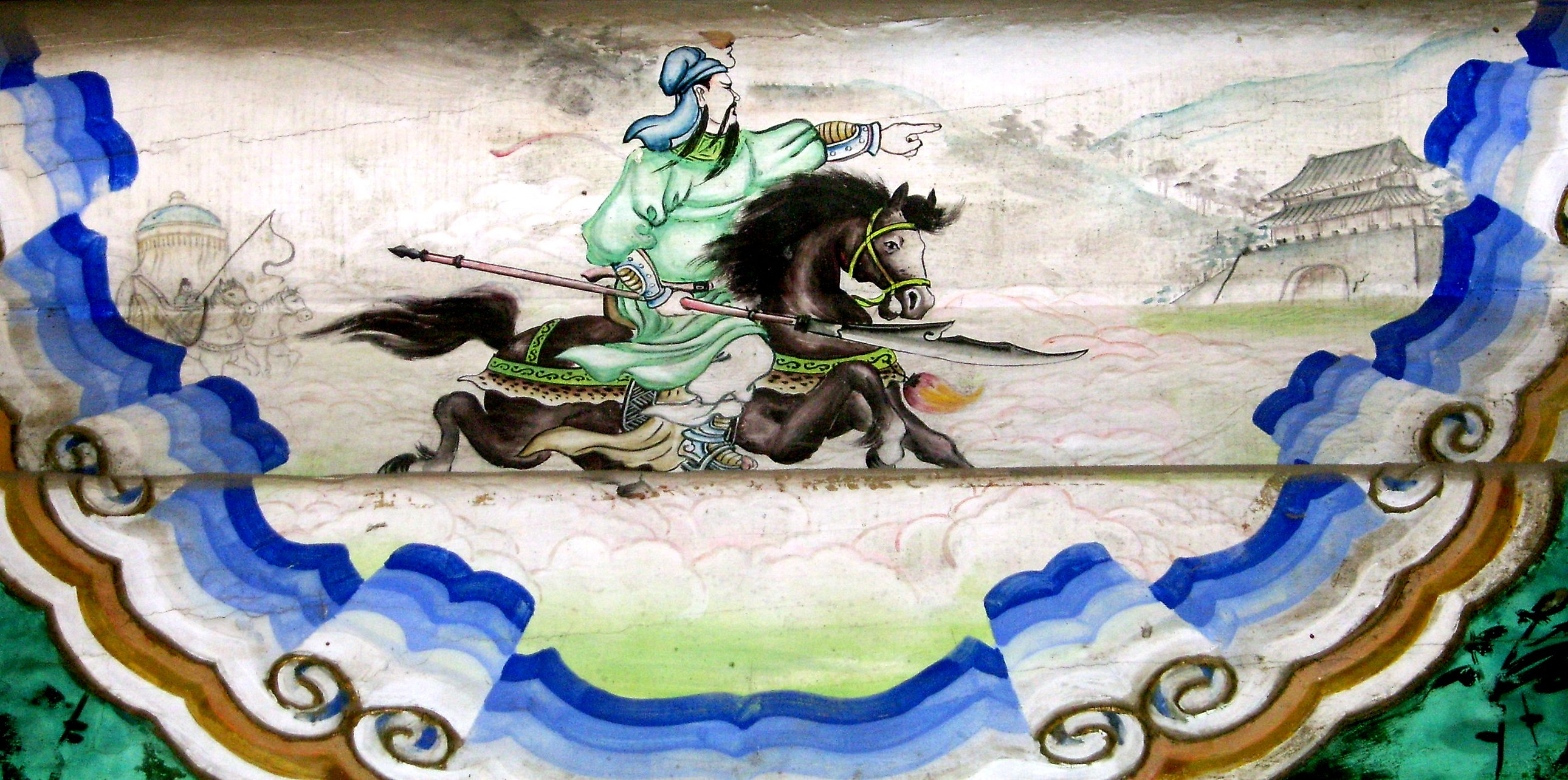
Quan Vũ hộ tống hai vị phu nhân

Năm 200, sau khi chém Nhan Lương, trừ Văn Xú cho Tào Tháo và nhận được tin của Lưu Bị, Quan Vũ từ biệt Tào Tháo để đi về phía Bắc. Vì vội vàng nên không xin Công lệnh (Giấy đi đường) nên đã phải bất đắc dĩ chém tướng Khổng Tú ở cửa Đông Linh và Hàn Phúc ở Mạnh Tân.
Biện Hỉ nghe tin Quan Công sắp đến, lập tức có âm mưu ám hại, ông ta cho mai phục hơn 200 đao phủ ở trong ngôi chùa Trấn Quốc, dặn quân gõ chén làm hiệu, đồng loạt xông ra giết Quan Vũ. Đồng thời ông ta chào đón Quan Vũ rất nồng nhiệt. Tâng bốc Quan Vũ, giả vờ tán thành việc ông này giết 2 tướng trước đó. Sau đó Biện Hỉ mời Quan Vũ vào chùa Trấn Quốc dự tiệc để ám hại.
Nhưng một sự việc ngoài dự tính của Biện Hỉ là Trụ trì ngôi chùa này là người cùng làng với Quan Công, pháp danh là Phổ Tĩnh. Phổ Tĩnh đã biết mưu Biện Hỉ, và báo trước cho Quan Vũ. Biện Hỉ mời Quan Công lên ngồi trên pháp đường ăn tiệc. Quan Vũ chất vấn và phát hiện có mai phục liền ra tay chém giết, quân mai phục chạy tan hết cả. Biện Hỉ chạy xuống thềm rồi chạy quanh hành lang định tẩu thoát. Quan Vũ bỏ gươm, cầm long đao đuổi chém. Biện Hỉ ngầm dùng phi truỳ ném Quan Vũ nhưng bị gạt đi, Quan Vũ sấn vào chém một nhát, Biện Hỉ đứt làm hai khúc.

## Trọng Tương vấn Hán
Trong tác phẩm Trọng Tương vấn Hán thì tiền căn của Biện Hỉ là Dương Quán một trong sáu tướng của Hạng Vũ, phản lại Hạng Vũ theo Lưu Bang, cho đầu kiếp làm sáu tướng trấn giữ năm cửa ải của Tào Tháo, bị Quan Vũ phò hai chị dâu vượt 5 ải chém 6 tướng, để răn loại người phản chúa.